# Macieiszki (okręg wileński)
Macieiszki (lit. Motiejiškės) – wieś na Litwie, w okręgu wileńskim, w rejonie wileńskim, w gminie Niemież, przy drodze magistralnej A3.
Współcześnie w skład miejscowości wchodzi także dawny zaścianek Malowanka.

## Historia
W dwudziestoleciu międzywojennym leżały w Polsce, w województwie wileńskim, w powiecie wileńsko-trockim, w gminie Rudomino. W 1931 miejscowości liczyły:
- Macieiszki – 121 mieszkańców, zamieszkałych w 22 budynkach,
- Malowanka – 21 mieszkańców, zamieszkałych w 3 budynkach[2].

Po II wojnie światowej w granicach Związku Sowieckiego. Od 1991 na niepodległej Litwie.